# Zygmunt Kęstowicz

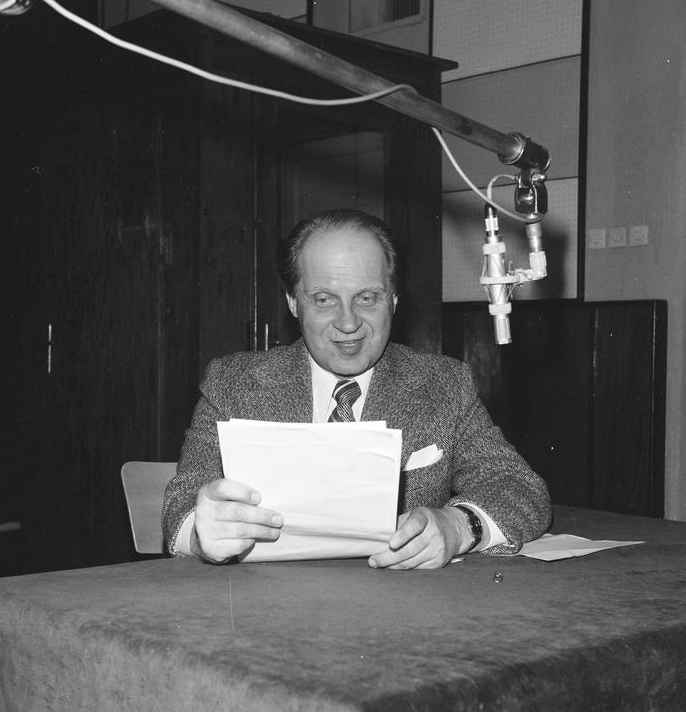
Zygmunt Kęstowicz en 1975.

Zygmunt Kęstowicz (n. Šakiai; 24 de agosto de 1921 - f. Varsovia; 14 de marzo de 2007) fue un actor polaco, que actuó en el teatro y en el cine.
En los años 1940-1945 actuó en el teatro en Vilna, desde 1945 hace 1947 en Białystok, desde 1947 hasta 1948 en el teatro cameral en Cracovia, desde 1948 hasta 1950 en el teatro dramático en Cracovia, desde 1950 hasta 1952 en el Teatro Polaco en Varsovia, desde 1952 hasta 1956 en el Teatro Nacional en Varsovia, desde 1952 hasta 1957 en el Teatro Popular en Varsovia, desde 1957 hasta 1960 en el teatro de comedías en Varsovia, desde 1962 hasta 1965 en el Teatro Clásico en Varsovia, desde 1965 hasta 1966 en el Teatro Polaco en Varsovia, desde 1966 hasta 1985 en el Teatro Dramático en Varsovia, desde 1985 hasta 1990 en el Teatro de la Voluntad en Varsovia. También actuó en muchas películas, sobre todo en el culebrón polaco Klan (1997-2007) en que se llamó Władysław Lubicz.

## Filmografía

### Películas
- 1990 - Korczak
- 1981 - Okolice spokojnego morza
- 1979 - Tajemnica Enigmy
- 1979 - Sekret Enigmy
- 1978 - Bez znieczulenia (Sin anestesia)
- 1977 - Sołdaty swobody
- 1975 - W te dni przedwiosenne
- 1974 - Karino como el director
- 1973 - Die Schlüssel
- 1971 - Trochę nadziei
- 1971 - Podróż za jeden uśmiech como el caminero
- 1970 - Zapalniczka
- 1970 - Portfel
- 1970 - Pejzaż z bohaterem
- 1970 - Epilog norymberski
- 1969 - W każdą pogodę
- 1967 - Paryż - Warszawa bez wizy
- 1967 - Cześć kapitanie
- 1965 - Jutro Meksyk
- 1963 - Dwa żebra Adama
- 1958 - Baza ludzi umarłych como Stefan Zabawa
- 1956 - Cień
- 1954 - Autobus odjeżdża 6.20
- 1953 - Pościg

### Películas cortadas
- 1997-2007 - Klan (como Władysław Lubicz)
- 1976 - Szaleństwo Majki Skowron (9.)
- 1976 - Polskie drogi (3., 4., 9.)
- 1974 - Karino
- 1973 - Stawiam na Tolka Banana (6.)
- 1973 - Janosik (9.)
- 1973 - Czarne chmury (1., 2., 8., 9., 10.)
- 1971 - Podróż za jeden uśmiech (1.)
- 1970 - Czterej pancerni i pies (18., 19., 20.)
- 1968 - Stawka większa niż życie (odcinek 18.) como Ohlers
- 1965 - Dzień ostatni - dzień pierwszy
- 1964 - Barbara i Jan (6.)